# Sint-Bartholomeüskerk (Juprelle)

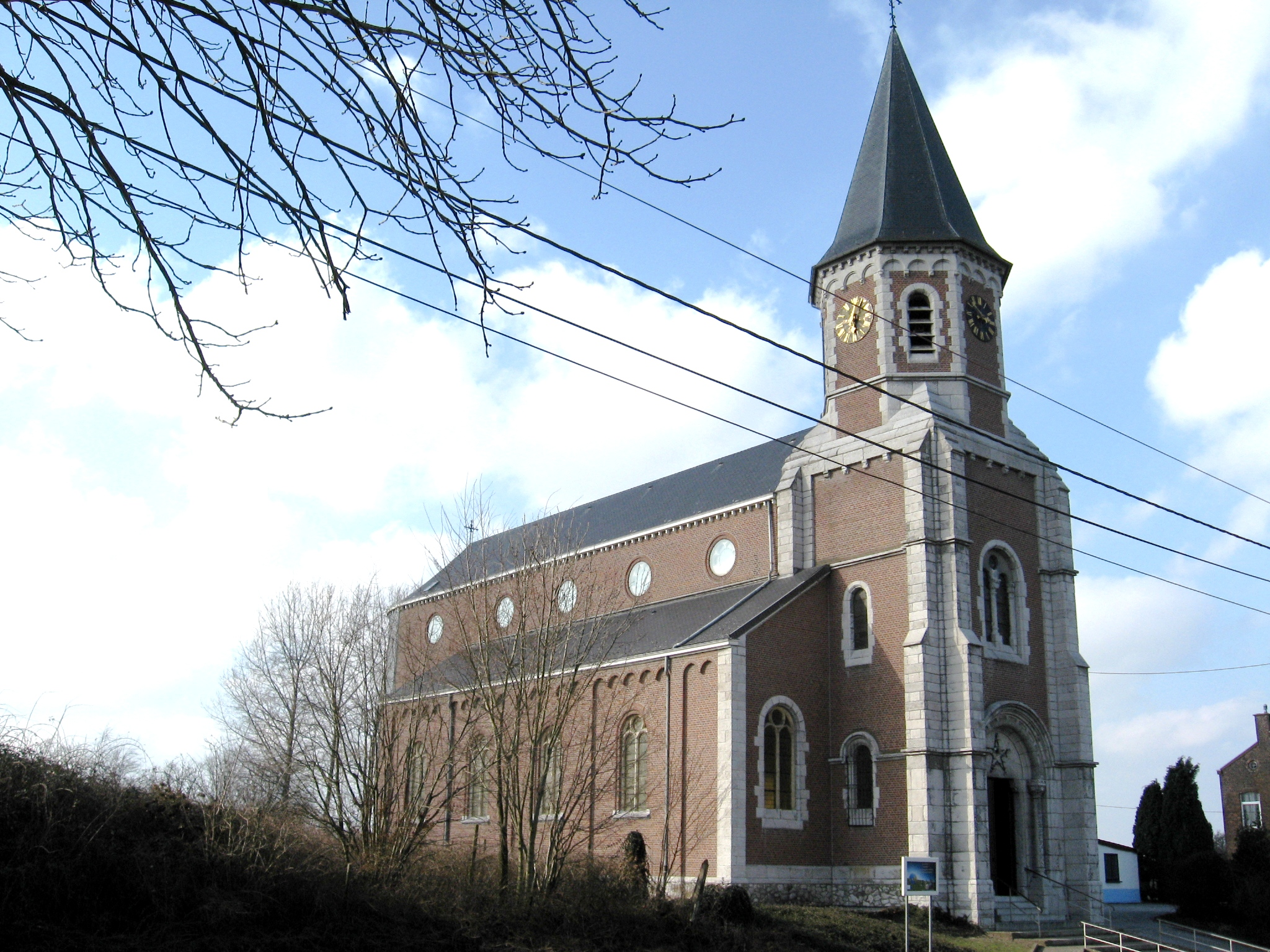
Sint-Bartholomeüskerk

De Sint-Bartholomeüskerk (Église Saint-Barthélemy) is de parochiekerk van Juprelle.

## Geschiedenis
De vroegst bekende kerk dateert van ruim voor de 15e eeuw. Deze lag ter plaatse van de huidige begraafplaats en is gebouwd op de ruïnes van een Romeinse villa. Deze kerk was einde 19e eeuw in slechte staat en men besloot een nieuwe te bouwen, op een andere plaats.
De eerste steen werd gelegd in 1876 en in 1877 werd de nieuwe kerk ingewijd. De oude kerk werd gesloopt, en vervolgens werden opgravingen naar de Romeinse villa verricht.
Tijdens de Tweede Wereldoorlog kwamen twee V1's in de buurt van de kerk neer. De explosie beschadigde het orgel. Orgelpijpen werden gestolen en later teruggevonden. De klok, door de bezetter in beslag genomen, werd in 1957 door een nieuwe vervangen.
In de jaren '80 van de 20e eeuw werd de kerk gerestaureerd.

## Gebouw
Het betreft een bakstenen neoromaans basilicaal bouwwerk met op de voorgevel een achtkante klokkentoren, gedekt met achtkante spits.
Het hoofdaltaar is afkomstig van de Onze-Lieve-Vrouwebasiliek te Tongeren en de zijaltaren zijn van de oude kerk afkomstig. De sacristie, van 1870, brandde af in 1925 en werd in 1926 herbouwd.